# Coulterella osipovae
Coulterella osipovae är en plattmaskart som beskrevs av Timoshkin OA 200. Coulterella osipovae ingår i släktet Coulterella och familjen Rhynchokarlingiidae. Inga underarter finns listade i Catalogue of Life.